# Campionati europei di skeleton 2004
I Campionati europei di skeleton 2004, decima edizione della manifestazione organizzata dalla Federazione Internazionale di Bob e Skeleton, si sono tenuti il 15 febbraio 2004 ad Altenberg, in Germania, sulla Rennschlitten- und Bobbahn Altenberg. La località della Sassonia sita al confine con la Repubblica Ceca ha quindi ospitato le competizioni europee per la prima volta nel singolo maschile e femminile. Anche questa edizione si è svolta con la modalità della "gara nella gara" contestualmente alla quinta e ultima tappa della Coppa del Mondo 2003/2004.

## Risultati

### Skeleton uomini
La gara si è disputata il 15 febbraio 2004 nell'arco di due manches e hanno preso parte alla competizione 22 atleti rappresentanti 10 differenti nazioni.
| Pos. | Atleti                | Nazione     | Tempo   | Distacco |
| ---- | --------------------- | ----------- | ------- | -------- |
|      | Kristan Bromley       | Regno Unito |         |          |
|      | Gregor Stähli         | Svizzera    | 1:59.19 | +1.53    |
|      | Frank Kleber          | Germania    | 1:59.26 | +1.60    |
| 4    | Dirk Matschenz        | Paesi Bassi | 1:59.30 | +1.64    |
| 5    | Florian Grassl        | Germania    | 1:59.55 | +1.89    |
| 6    | Martin Rettl          | Austria     | 2:00.00 | +2.34    |
| 6    | Phillippe Cavoret     | Francia     | 2:00.00 | +2.34    |
| 8    | Konstantin Aladašvili | Russia      | 2:00.12 | +2.46    |
| 9    | Matthias Biedermann   | Germania    | 2:00.20 | +2.54    |
| 10   | Walter Stern          | Austria     | 2:00.89 | +3.23    |

### Skeleton donne
La gara si è svolta il 15 febbraio 2004 nell'arco di due manches e hanno preso parte alla competizione 14 atlete rappresentanti 8 differenti nazioni.
| Pos. | Atleti               | Nazione  | Tempo   | Distacco |
| ---- | -------------------- | -------- | ------- | -------- |
|      | Diana Sartor         | Germania | 2:02.45 |          |
|      | Kerstin Jürgens      | Germania | 2:02.91 | +0.46    |
|      | Steffi Jacob         | Germania | 2:03.33 | +0.88    |
| 4    | Monique Riekewald    | Germania | 2:03.89 | +1.44    |
| 5    | Tanja Morel          | Svizzera | 2:04.19 | +1.74    |
| 6    | Dany Locati          | Italia   | 2:04.31 | +1.86    |
| 7    | Judith Huber         | Italia   | 2:04.70 | +2.25    |
| 8    | Desirée Bjerke       | Norvegia | 2:05.00 | +2.55    |
| 9    | Katrin Huber         | Italia   | 2:05.73 | +3.28    |
| 10   | Alexandra Grünberger | Austria  | 2:08.11 | +5.66    |

## Medagliere
| Pos.   | Paese       | Oro | Argento | Bronzo | Totale |
| ------ | ----------- | --- | ------- | ------ | ------ |
| 1      | Germania    | 1   | 1       | 2      | 4      |
| 2      | Regno Unito | 1   | 0       | 0      | 1      |
| 3      | Svizzera    | 0   | 1       | 0      | 1      |
| Totale | Totale      | 2   | 2       | 2      | 6      |